# Comuna Brânceni, Teleorman
Brânceni este o comună în județul Teleorman, Muntenia, România, formată numai din satul de reședință cu același nume.

## Istorie
La sfârșitul secolului al XIX-lea, comuna făcea parte din plasa Marginea a județului Teleorman, fiind format numai din satul Brânceni, cu o populație de 1338 de locuitori. În comună exista o școală mixtă cu 32 de elevi (dintre care 14 fete) și o biserică.
Anuarul Socec din 1925 consemnează comuna în plasa Alexandria a aceluiași județ având o populație de 2200 de locuitori.
În anul 1950, comuna a trecut în administrația raionului Alexandria, al regiunii Teleorman, raion care, doi ani mai târziu, a fost inclus în regiunea București.
În anul 1968, comuna a fost arondată județului Teleorman în componența actuală.

## Obiective turistice
- Biserica „Sf. Apostol și Evanghelist Luca” din Brănceni - monument istoric aflat în centrul localității și datând din anul 1850
- Mănăstirea "Sf. Ioan Botezătorul" - situată lângă Biserica „Sf. Apostol și Evanghelist Luca”

## Demografie
Componența etnică a comunei Brânceni
     Români (93,86%)
     Alte etnii (6,14%)
Componența confesională a comunei Brânceni
     Ortodocși (91,03%)
     Adventiști (2,23%)
     Alte religii (1,49%)
     Necunoscută (5,25%)
Conform recensământului efectuat în 2021, populația comunei Brânceni se ridică la 2.688 de locuitori, în scădere față de recensământul anterior din 2011, când fuseseră înregistrați 2.881 de locuitori. Majoritatea locuitorilor sunt români (93,86%). Din punct de vedere confesional, majoritatea locuitorilor sunt ortodocși (91,03%), cu o minoritate de adventiști (2,23%), iar pentru 5,25% nu se cunoaște apartenența confesională.

## Politică și administrație
Comuna Brânceni este administrată de un primar și un consiliu local compus din 11 consilieri. Primarul, Sorin Gherghe[*], de la Partidul Social Democrat, este în funcție din octombrie 2020. Începând cu alegerile locale din 2024, consiliul local are următoarea componență pe partide politice:
|  | Partid                          | Consilieri | Componența Consiliului | Componența Consiliului | Componența Consiliului | Componența Consiliului | Componența Consiliului | Componența Consiliului | Componența Consiliului |
|  | ------------------------------- | ---------- | ---------------------- | ---------------------- | ---------------------- | ---------------------- | ---------------------- | ---------------------- | ---------------------- |
|  | Partidul Social Democrat        | 7          |                        |                        |                        |                        |                        |                        |                        |
|  | Alianța pentru Unirea Românilor | 2          |                        |                        |                        |                        |                        |                        |                        |
|  | Partidul Național Liberal       | 1          |                        |                        |                        |                        |                        |                        |                        |
|  | Stoian Florian                  | 1          |                        |                        |                        |                        |                        |                        |                        |